# Dammastock
Dammastock – szczyt w Alpach Berneńskich, części Alp Zachodnich. Leży w Szwajcarii na granicy kantonów Uri i Valais. Należy do pasma Alp Urneńskich. Można go zdobyć ze schroniska Dammastock-Hütte (2445 m) lub Hotel Tiefenbach (2109 m). Góruje nad lodowcami Rodanu, Dammagletscher i Triftgletscher.
Pierwszego odnotowanego wejścia dokonali Albert Hoffmann-Burkhardt, Johann Fischer i Andreas von Weissenfluh 28 czerwca 1864 r.